# Măineasca
Măineasca – wieś w Rumunii, w okręgu Ilfov, w gminie Petrăchioaia. W 2011 roku liczyła 397 mieszkańców.